# 데이비드 휼렛
데이비드 휼렛(David Hewlett, 1968년 4월 18일 ~ )은 캐나다의 배우이다.

## 출연 작품

### 영화
- 핀 (1988)
- 스캐너스 2 (1991)
- 큐브 (1997)
- 풀 프루프 (2003)
- 보아 대 비단뱀 (2004)
- 스플라이스 (2009)
- 내부고발자 (2010)
- 혹성탈출: 진화의 시작 (2011)
- 악령 (2013)
- 디버그: 슈퍼컴퓨터 VS 천재해커 (2014)
- 셰이프 오브 워터: 사랑의 모양 (2017) - 플레밍 역
- 미드웨이 (2019) - 허즈번드 키멜 역
- 나이트메어 앨리 (2021)